# Elasticidade renda da demanda

Elasticidade de preço da demanda

Em economia, a elasticidade rendimento da procura ou elasticidade rendimento da demanda  é a medida do impacto  decorrente de  uma variação na renda   sobre a  demanda (ou procura) de um bem. Ou seja:  a elasticidade-renda da demanda mede a variação percentual na quantidade demandada de um determinado bem, diante de uma variação percentual na renda do consumidor.
Normalmente existe uma relação direta entre o rendimento e a quantidade procurada, ou seja, o valor da elasticidade procura rendimento é maior que zero (ou positiva): se a renda aumenta, a demanda aumenta; se a renda diminui, a demanda também diminui, na mesma proporção. Neste caso falamos de bens normais.
Mas pode haver uma relação inversa entre o rendimento e a quantidade procurada (quando a renda aumenta, a demanda diminui). Então,  diz-se que a elasticidade-renda é menor que zero  (ou negativa). É o caso dos chamados  bens inferiores.  Geralmente, esses são os bens de menor preço. Se os consumidores passam a dispor de maior renda para consumo, eles podem, por exemplo,  deixar de comprar margarina  (cujo preço é mais baixo) e passar a comprar manteiga (cujo preço é mais alto). Nesse caso, a demanda por margarina  cai, enquanto a renda aumenta.
Há também o caso de bens cuja demanda é altamente elástica a renda (elasticidade >1), ou seja,  diante de um aumento da renda,  há um aumento mais do que proporcional na demanda. É o caso dos chamados  bens superiores.  Por exemplo:  digamos que as famílias consumam, em média,   um tablete de chocolate por mês.  Diante de um aumento de 10%  na renda dessas famílias, elas decidem passar a consumir mais chocolate, e a média passa a dois  tabletes por mês.  Assim, um aumento de 10% da renda provoca um aumento de 100%  na  procura por chocolate. 